# Duxbury (Massachusetts)
Duxbury es un pueblo ubicado en el condado de Plymouth en el estado estadounidense de Massachusetts. En el Censo de 2020 tenía una población de 16,090 habitantes y una densidad poblacional de 261.6 personas por km².

## Geografía
Duxbury se encuentra ubicado en las coordenadas 42°2′40″N 70°42′22″O / 42.04444, -70.70611. Según la Oficina del Censo de los Estados Unidos, Duxbury tiene una superficie total de 97.39 km², de la cual 61.48 km² corresponden a tierra firme y (36.87%) 35.91 km² es agua.

## Demografía
Según el censo de 2010, había 15.059 personas residiendo en Duxbury. La densidad de población era de 154,62 hab./km². De los 15.059 habitantes, Duxbury estaba compuesto por el 97.28% blancos, el 0.41% eran afroamericanos, el 0.11% eran amerindios, el 0.99% eran asiáticos, el 0.01% eran isleños del Pacífico, el 0.39% eran de otras razas y el 0.82% pertenecían a dos o más razas. Del total de la población el 1.22% eran hispanos o latinos de cualquier raza.